# Nina Zaiceva

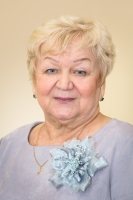
Nina Zaitseva

Nina Zaiceva (* 25. Mai 1946 in Voilaht, Rayon Babajewo, Oblast Wologda, Nordwestrussland) ist eine wepsische Sprachwissenschaftlerin und Autorin.

## Leben
Zaiceva absolvierte 1969 die Pädagogische Universität in Wologda. 1973 schloss sie ihre Aspirantur an der Staatlichen Universität in Petrosawodsk ab, 2002 erlangte sie den Doktorgrad mit einer Arbeit über das Verb im Wepsischen. Von 1969 bis 2002 arbeitete sie am Institut für Sprache, Literatur und Geschichte des karelischen wissenschaftlichen Zentrums der Russischen Akademie der Wissenschaften in Petrosawodsk.
Seit 2002 ist sie Mitglied der karelischen Abteilung des Schriftstellerverbands Russlands. Ferner ist sie korrespondierendes Mitglied der Finnischen Literaturgesellschaft, der Kalevalagesellschaft und der Finnisch-Ugrischen Gesellschaft.

## Linguistische Tätigkeit
Nina Zaiceva widmete sich seit dem Ende der Sowjetunion vor allem der Entwicklung der wepsischen Schriftsprache, die in der Sowjetzeit starkem Druck ausgesetzt war. Sie schrieb Lehrbücher, übersetzte Teile der Bibel ins Wepsische, Schuf neue Wörter und legte verschiedene Untersuchungen zur wepsischen Sprache sowie Wörterbücher vor. Zusätzlich wirkte sie lange Jahre als Lehrkraft und bildete somit eine neue Generation von Sprachlehrerinnen und -lehrern aus.

## Literarische Tätigkeit
Neben ihrer übersetzerischen Tätigkeit, wozu beispielsweise nach einer Kinderversion auch eine komplette Übersetzung des finnischen Kalevala gehört, hat die Autorin sich vor allem als Verfasserin des ersten wepsischen Epos Virantanaz um das wepsische Schrifttum verdient gemacht.

## Bibliografie (Auswahl)
- Abekirj. Karjala, Petroskoi 1991.
- Ičemoi lugemišt – vepsän kelen lugendkirj 3.–4. klassale. Karjala, Petroskoi, 1994.
- Vepsän kelen grammatik I. Nimiden kändluz. Karjala, Petroskoi, Izdate’stvo Petrozavodskogo gosudarstvennogo universiteta 1995.
- (gemeinsam mit Maria Mullonen:) Vepsä-venälaine, venä-vepsläine vajehnik. Karjala, Petroskoi, 1995.
- Das Verhältnis von Regeln und Ausnahmen in der Grammatik des wepsischen Verbs, in: Facing Finnic. Some challenges to historical and contact linguistics. Edited by Johanna Laakso. Finno-Ugrian Society – Department of Finno-Ugrian Studies of the University of Helsinki, Helsinki 2000, S. 227–234.
- Vepsän kelen grammatik. II. Verboiden kändluz. Verboiden Nimiformad. Kändamatomad sanad. Openduzabukirj. Karjala, Petroskoi: Izdate’stvo Petrozavodskogo gosudarstvennogo universiteta 2000.
- Vepsän kielestä ja murteista, in: Vepsä. Maa, kansa, kulttuuri. Toimittanut Lassi Saressalo. SKS / Tampereen museoiden julkaisuja, Tampere / Helsinki 2005, S. 152–162.
- Vepsäläinen kirjallisuus tiensä alussa, in: Vepsä. Maa, kansa, kulttuuri. Toimittanut Lassi Saressalo. SKS / Tampereen museoiden julkaisuja, Tampere / Helsinki 2005, S. 181–192.
- (gemeinsam mit Maria Mullonen:) Uz’ venä-vepsläine vajehnik. Karjala, Petroskoi 2007.
- (gemeinsam mit Maria Mullonen:) Novij russko-vepsskij slovar’. Uz’ venä-vepsläine vajehnik. Periodika, Petrozavodsk / Petrosko 2009.
- Uz’ vepsä-venälaine vajehnik. Karjala, Petroskoi 2010.
- (gemeinsam mit O.Ju. Žukova:) Käte-ške läbedaks kägoihudeks. Obernis‘-ka miloj kukušečkoj. Vepsskie pričitanija. Karel‘skij naučnyj centr RAN, Petrozavodsk 2012.
- Virantanaz. Vepsläine epos. Juminkeko, [Kuhmo] 2012. (Juminkegon painadused 95)
- Virantanaz – an epic in Vepsian? About the first attempt at an epic. In: Journal of Estonian and Finno-Ugric Linguistics. Band 6, Nummer 1, 2015, S. 157–174, doi:10.12697/jeful.2015.6.1.09
- Veps language heritage in Karelia, in: Multilingual Finnic. Language contact and change. Edited by Sofia Björklöf & Santra Jantunen. Helsinki (Uralica Helsingiensia 14) 2019, S. 379–400.